# Kanał Zrzutowy
Kanał Zrzutowy – obiekt hydrotechniczny zlokalizowany w północnej części Konina oraz na obszarze gminy Ślesin, element otwartego obiegu chłodzenia elektrowni Pątnów i Konin.
Ciepła woda z elektrowni jest odprowadzana kanałem do jezior Licheńskiego oraz Mikorzyńskiego skąd – wystudzając się – powraca do elektrowni przepływając przez jeziora Pątnowskie i Gosławskie. W okresie letnim zlokalizowana w miejscowości Piotrkowice pompownia tłoczy wody z Jeziora Licheńskiego do Jeziora Ślesińskiego. Dzięki temu możliwe jest zapewnienie właściwego wystudzenia wody w okresie zmniejszonej absorpcji ciepła przez atmosferę. Ujście kanału do Jeziora Ślesińskiego stanowi efektowna kaskada w formie wodospadu, będąca jedną z miejscowych atrakcji turystycznych.